# Abdelatif Sadiki
Abdelatif Sadiki (arabisch عبد اللطيف الصديقي, DMG ʿAbd al-Laṭīf aṣ-Ṣadīqī, * 15. Januar 1999) ist ein marokkanischer Mittelstreckenläufer, der sich auf die 1500-Meter-Distanz spezialisiert hat.

## Sportliche Laufbahn
Erste internationale Erfahrungen sammelte Abdelatif Sadiki im Jahr 2021, als er bei den Arabischen Meisterschaften in Radès in 3:34,54 min die Silbermedaille über 1500 Meter hinter dem Bahrainer Sadik Mikhou gewann. Er qualifizierte sich über diese Distanz auch für die Olympischen Sommerspiele in Tokio, bei denen er mit neuer Bestleistung von 3:33,59 min im Halbfinale ausschied. Im Jahr darauf schied er bei den Hallenweltmeisterschaften in Belgrad mit 3:39,38 min im Vorlauf aus und im Juni belegte er bei den Afrikameisterschaften in Port Louis in 3:44,42 min den achten Platz über 1500 Meter. Zudem wurde er beim Meeting International Mohammed VI d’Athlétisme de Rabat in 3:33,93 min Dritter. Anfang Juli gewann er bei den Mittelmeerspielen in Oran in 3:42,00 min die Silbermedaille hinter dem Franzosen Azeddine Habz. Anschließend schied er bei den Weltmeisterschaften in Eugene mit 3:37,76 min im Vorlauf aus und siegte dann in 3:54,40 min bei den Islamic Solidarity Games in Konya. Bei den Crosslauf-Weltmeisterschaften 2023 in Bathurst belegte mit 24:48 min den siebten Platz in der Mixed-Staffel. Im Juni siegte er in 3:46,84 min bei den Arabischen Meisterschaften in Marrakesch und kurz darauf siegte er in 3:37,61 min auch bei den Panarabischen Spielen in Algier. Im August schied er bei den Weltmeisterschaften in Budapest mit 3:37,19 min im Vorlauf aus. Im Jahr darauf belegte er bei den Afrikaspielen in Accra in 3:41,94 min den achten Platz.
2021 wurde Sadiki marokkanischer Meister im 1500-Meter-Lauf.

## Persönliche Bestleistungen
- 800 Meter: 1:46,23 min, 15. April 2022 in Rabat
- 1500 Meter: 3:33,59 min, 5. August 2021 in Tokio
  - 1500 Meter (Halle): 3:37,80 min, 17. Februar 2022 in Liévin